# Coleco
Coleco (1932 - 1989) va ser una empresa fundada originalment el 1932 per Maurice Greenberg com a Connecticut Leather Company. Originalment un negoci de cuir, es va convertir en fabricant de joguines en la dècada de 1980. Es va fer famosa per productes com les consoles de videojocs Coleco Telstar i ColecoVision.

## Història
Coleco va ser fundada el 1932 per Maurice Greenberg com la "Connecticut Leather Company" per vendre cuir als sabaters. Això va generar un negoci de kits artístics de cuir en els anys 50 que al seu torn va conduir a la venda de piscines de plàstic en els anys 60. Es va liquidar llavors el negoci del cuir.
Sota la direcció d'Arnold Greenberg, l'empresa entra en el negoci de les consoles de videojocs amb la Telstar el 1975. Dotzenes d'empresa llançaven consoles després de l'èxit de la Atari Pong. Gairebé totes elles es basaven en l'integrat "Pong-on-a-xip" de General Instrument. No obstant això, General Instrument havia subestimat la demanda i hi havia problemes de subministrament; però Coleco va ser una de les primeres a cursar la seva comanda, i per això una de les poques a rebre-ho complet. Encara que les consoles dedicades no van durar molt al mercat, gràcies a la seva primerenca ordre Coleco va aconseguir el punt de rendibilitat.
Mentre que el mercat de consoles dedicades va tenir curta vida, Coleco continua en el negoci de l'electrònica. Passa a fabricar consoles de mà, un mercat popularitzat per Mattel. Coleco produeix dues línies de jocs molt populars, la sèrie "head to head" de jocs esportius per a dos jugadors, i la sèrie de mini-arcade llicenciats de les recreatives.
Coleco torna al mercat de videoconsoles en 1982 amb el llançament de la ColecoVision. El sistema va ser molt popular, i Coleco va augmentar la seva aposta pels videojocs introduint dues línies de cartutxos, una per la Atari 2600 i una altra per la Mattel Intellivision. També va llançar la Coleco Gemini, un clon de la Atari 2600.
Quan el mercat del videojoc va començar a col·lapsar-se en 1983, semblava clar que les videoconsoles serien substituïdes pels ordinadors domèstics. Coleco fa la seva transició llançant el Coleco Adam. Per desgràcia va resultar un enorme error de càlcul. L'Adam va fallar perquè els primers Adams eren sovint poc fiables. A la fi de 1984 Coleco es retira completament de l'electrònica a la vora de la fallida.
També en 1983, Coleco llança la sèrie de nines Cabbage Patch Kids que són un èxit de vendes. En 1986, llancen un ninot de pelfa del popular ALF, alhora que una versió parlant i el ninot amb reproductor de cassete "Storytelling ALF". Té també tres línies de figures d'acció de Rambo, Starcom i Sectaurs (totes basades en sèries o pel·lícules). Però l'èxit dels ninots no va bastar per parar la marea de nombres vermells provocats pel Coleco Adam, i l'empresa va fer fallida. En 1989, els actius de Coleco van ser comprats per Hasbro.
En 2005, River West Brands, una empresa de Chicago, va reintroduir Coleco (www.coleco.com) i la ColecoVision al mercat. Des de 2011 no s'observa activitat en aquesta pàgina pel que es pensa que Coleco va quedar abandonat una altra vegada.

## Joguines de Coleco
- Coleco Telstar
- ColecoVision
- Coleco Gemini
- Coleco Adam
- ALF
- Cabbage Patch Kids
- Rambo